# Номинханов, Церен-Дорджи
Церен-Дорджи Номинха́нов (8 сентября 1898, станица Граббевская, Сальский округ, область Войска Донского, Российская империя — 1967, Элиста, Калмыцкая АССР) — учёный-востоковед, педагог, автор многочисленных трудов по калмыцкому, монгольскому и хакасскому языкам. Также владел английским, немецким, тибетским языками, но кроме этого знал бурятский язык и ряд тюркских языков.
Доктор филологических наук, профессор.

## Биография
В 1909 году Церен-Доржи поступил в Пандинское приходское училище. В свободное от учёбы время работал по найму у богатых калмыков. Окончил приходское училище в 1912 году, затем учился на народного учителя в станице Великокняжеской.
Участник Гражданской войны, воевал кавалеристом в Калмыцком интернациональном эскадроне Монтоша Лиджиева. После войны в декабре 1921 г. в Урге была образована Комиссия монгольской помощи голодающим России. Главой комиссии решением правительства МНР был назначен Номинханов.
С 1923 по 1930 год обучался в Ленинградском Восточном институте на отделении монголоведения. В 1930—1931 гг. работал в педтехникуме города Астрахани. В 1931 году поступил в аспирантуру Научно-исследовательского института языкознания по специальности «лингвист», в 1932 году был переведен в Московский институт востоковедения на монгольское отделение. По окончании аспирантуры Номинханов работал преподавателем монгольского языка в Коммунистическом университете трудящихся Востока им. Сталина (Москва), Московском институте востоковедения, Средне-Азиатском государственном университете (Ташкент).
В 1940—1943 гг. Номинханов работал ученым секретарем в Узбекистанском филиале АН СССР (УзфАН). 16 апреля 1943 году в Институте востоковедения АН СССР успешно защитил кандидатскую диссертацию на тему «Монгольские административно-политические и военные термины XIII—XV вв., сохранившиеся в узбекском языке».
В мае 1943 году Центральный комитет ВКП(б) командировал его в распоряжение калмыкского обкома ВКП(б), который назначил Номинханова ученым секретарем Калмыцкого научно-исследовательского института языка, литературы и истории (Астрахань). Однако уже в декабре 1943 года вместе с другими калмыками-переселенцами был отправлен в Красноярский край. В связи с открытием ХакНИИЯЛИ отдел культуры и пропаганды Хакасского обкома ВКП(б) пригласил Ц.-Д. Номинханова в институт, официальное открытие которого состоялось 1 октября 1944 года
Приказом № 1 по ХакНИИЯЛИ от 1 октября 1944 года директор института Н. Г. Доможаков назначил кандидата филологических наук Ц.-Д. Номинханова ученым секретарем НИИЯЛИ и одновременно старшим научным сотрудником сектора языка. В институте Ц.-Д. Номинханов занимался проблемами хакасского языка. В ХакНИИЯЛИ Ц.-Д. Номинханов проработал более четырёх лет, с 1 октября 1944 г. по 1 марта 1949 г., пройдя за столь короткий срок путь от ученого секретаря до заведующего сектором хакасского языка. Одновременно все эти годы он преподавал в Абаканском пединституте.
В 1949 году Номинханов был вынужден покинуть Хакасию. С 1949 по 1960 год он работал преподавателем Казахского университета им. С. М. Кирова. В 1960-е г. Ц.-Д. Номинханов возвратился в Калмыкию, где работал в секторе языкознания Калмыцкого НИИЯЛИ. По результатам научных трудов 2 апреля 1966 года ему была присуждена ученая степень доктора филологических наук.

## Труды

### Прижизненные
- Номинханов Ц. Д. Русско-хакасский словарь для хакасских начальных школ. Абакан, Хакасское областное национальное издательство, 1948

### Посмертные
- Ц.-Д. Номинханов. Материалы к изучению истории калмыцкого языка. М.: Наука, 1975. Всего страниц — 324.
- Ц.-Д. Номинханов. Очерк истории калмыцкой письменности. М., Наука, 1976